# Білозорецька волость
Білозорецька волость — адміністративно-територіальна одиниця Кременецького повіту Волинської губернії Російської імперії. Волосний центр — містечко Білозірка.

## Склад
Станом на 1885 рік складалася з 8 поселень об'єднаних у 7 сільських громад. Населення — 5301 особа (2626 чоловічої статі та 2675 — жіночої), 745 дворових господарства.

### Основні поселення волості
- Білозірка — колишнє власницьке село при річці Самець за 55 верст від повітового міста; волосне правління; 1187 осіб, 146 дворів, православна церква, 2 каплиці, костел, католицька каплиця, синагога, 2 єврейських молитовних будинки, школа.
- Молотьків — колишнє власницьке село, 467 осіб, 72 двори, православна церква, школа, постоялий будинок, водяний млин.
- Москалівка — колишнє власницьке село, 640 осіб, 97 дворів, православна церква, каплиця, постоялий будинок.
- Плиска — колишнє власницьке село при річці Свинорийка, 542 особи, 94 двори, православна церква, школа, постоялий будинок.
- Шушківці — колишнє власницьке село при річці Самець, 332 особи, 61 двір, каплиця, постоялий будинок.
- Щаснівка — колишнє власницьке село при річці Рудка, 1200 осіб, 183 двори, православна церква, каплиця, школа, постоялий будинок.
- Янківці — колишнє власницьке село, 738 осіб, 91 двір, православна церква, постоялий будинок.

## Історія
Волость існувала з ХІХ ст. по 1920 р. у складі Кременецького повіту Волинської губернії. На межі ХІХ-ХХ ст. до складу волості увійшли 3 поселення ліквідованої Лановецької волості: власне містечко Ланівці, села Ванжулів та Оришківці) (за Польщі в 1924 р. Лановецьку волость поновлено як ґміна Ланівці з від'єднанням раніше приєднаних сіл).
18 березня 1921 року Західна Волинь відійшла до складу Польщі. З 1921 по 1939 роки волость існувала як ґміна Білозірка Кременецького повіту Волинського воєводства у тих же межах, що і до кінця ХІХ ст. (за винятком села Щаснівка, «відрізаного» новим кордоном і приєднаного до Старокостянтинівського повіту, натомість до складу ґміни відійшли села Гриньки, Козачки, Осники Святецької волості, які новий кордон "відрізав" від своєї волості). У 1921 р. волость налічувала 14 998 жителів (13 564 православних, 101 римо-католик, 3 євангелісти, 2 греко-католики і 685 юдеїв), складалася з 20 населених пунктів:
- 1 містечко — Ланівці
- 15  сіл:
  - Білозірка
  - Гриньки
  - Янківці
  - Корначівка
  - Козачки
  - Ланівці
  - Лисогірка
  - Молотків
  - Москалівка
  - Оришківці
  - Осники
  - Плиска
  - Щаснівка
  - Шушківці
  - Ванжулів
- 1 хутір — Лисогірка
- 1 залізнична станція — Ланівці
- 2 фільварки:
  - Оришківці
  - Шура.

1 січня 1924 року з ґміни було передано містечко Ланівці та села Гриньки, Малі Козачки, Великі Козачки й Осники до відновленої  Лановецької волості. 
1 жовтня 1933 р. село Осники з сільської ґміни Ланівці та села Обришківці, Буглів, Люлинці і Кутиски з сільської ґміни Вишгородок включені у ґміну Білозірка.
Польською окупаційною владою на території ґміни інтенсивно велася державна програма будівництва польських колоній і переселення поляків. На 1936 рік гміна складалася з 20 громад:
1. Білинівка — село: Білинівка;
2. Білозірка — містечко: Білозірка;
3. Білозірка — село: Білозірка та хутір: Буківщина;
4. Буглів — село: Буглів;
5. Янківці — село: Янківці;
6. Корначівка — село: Корначівка;
7. Кутиськи — село: Кутиски;
8. Люлинці — село: Люлинці;
9. Молотків — село: Молотків;
10. Москалівка — село: Москалівка;
11. Оришківці — село: Оришківці;
12. Осники — село: Осники;
13. Орлине Гніздо — село: Орлине Гніздо;
14. Огризківці — село: Огризківці;
15. Пілсудчанка Долішня — село: Пілсудчанка Долішня;
16. Пілсудчанка Горішня — село: Пілсудчанка Горішня;
17. Плиска — село: Плиска;
18. Шушківці — село: Шушківці;
19. Ванжулів — село: Ванжулів;
20. Ветеранівка — село: Ветеранівка.

Після радянської анексії західноукраїнських земель ґміна ліквідована у зв'язку з утворенням Лановецького району.